# Tabel van standaardelektrodepotentialen
Deze tabel bevat de standaardelektrodepotentialen van waterige oplossingen bij 25 °C van diverse chemische deeltjes.

## Opmerkingen bij de tabel
De waarden van de standaardelektrodepotentialen (E°) zijn gerangschikt van sterkste reductor tot sterkste oxidator. Tenzij anders aangegeven, gelden deze waarden voor een waterige oplossing. De weergegeven waarden zijn uitgedrukt ten opzichte van een referentie-elektrode, namelijk de standaard-waterstofelektrode. In uitzonderlijke gevallen wordt gebruikgemaakt van een afwijkende nulwaarde, vooral als het betreffende redoxkoppel (vrijwel) nooit in waterig milieu gebruikt wordt, zoals ferroceen/ferrocenium dat als standaard wordt gebruikt voor onder andere kobaltoceen. Redoxpotentialen zijn immers afhankelijk van het oplosmiddelsysteem waarin ze gebruikt worden.
De halfreacties zijn gesorteerd in volgorde van oplopend elektrodepotentiaal, waardoor de sterkste reductoren (Li, Na, Mg) bovenaan staan en de sterkste oxidatoren (F2, H2O2, MnO4−) onderaan. De halfreacties zijn genoteerd als reductie, wat betekent dat de oxidator en de elektronen links van de reactiepijl staan, en reductoren rechts.
Deze tabel wordt ook gebruikt om te voorspellen of een bepaalde redoxreactie, de reactie tussen een oxidator en een reductor, wel of niet zal verlopen. Er geldt:
De reactie verloopt als E°oxidator > E°reductor
Alleen onder speciale omstandigheden (koningswater, koper(I)jodide) wordt daarvan afgeweken.

## Tabel
| Oxidator              | Reductor            | Halfreactie                                                                                  | Standaardelektrodepotentiaal (V) |
| --------------------- | ------------------- | -------------------------------------------------------------------------------------------- | -------------------------------- |
| Lithium(+1)           | Lithium(+0)         | {\displaystyle {\ce {Li^{+}\ +\ e^{-}\ \ ->\ Li_{(s)}}}}                                     | −3,04                            |
| Rubidium(+1)          | Rubidium(+0)        | {\displaystyle {\ce {Rb^{+}\ +\ e^{-}\ \ ->\ Rb_{(s)}}}}                                     | −2,98                            |
| Kalium(+1)            | Kalium(+0)          | {\displaystyle {\ce {K^{+}\ +\ e^{-}\ \ ->\ K_{(s)}}}}                                       | −2,93                            |
| Cesium(+1)            | Cesium(+0)          | {\displaystyle {\ce {Cs^{+}\ +\ e^{-}\ \ ->\ Cs_{(s)}}}}                                     | −2,92                            |
| Barium(+2)            | Barium(+0)          | {\displaystyle {\ce {Ba^{2+}\ +\ 2e^{-}\ \ ->\ Ba_{(s)}}}}                                   | -2,91                            |
| Strontium(+2)         | Strontium(+0)       | {\displaystyle {\ce {Sr^{2+}\ +\ 2e^{-}\ \ ->\ Sr_{(s)}}}}                                   | −2,89                            |
| Calcium(+2)           | Calcium(+0)         | {\displaystyle {\ce {Ca^{2+}\ +\ 2e^{-}\ \ ->\ Ca_{(s)}}}}                                   | −2,76                            |
| Natrium(+1)           | Natrium(+0)         | {\displaystyle {\ce {Na^{+}\ +\ e^{-}\ \ ->\ Na_{(s)}}}}                                     | −2,71                            |
| Magnesium(+2)         | Magnesium(+0)       | {\displaystyle {\ce {Mg^{2+}\ +\ 2e^{-}\ \ ->\ Mg_{(s)}}}}                                   | −2,38                            |
| Aluminium(+3)         | Aluminium(+0)       | {\displaystyle {\ce {Al^{3+}\ +\ 3e^{-}\ \ ->\ Al_{(s)}}}}                                   | −1,66                            |
| Mangaan(+2)           | Mangaan(+0)         | {\displaystyle {\ce {Mn^{2+}\ +\ 2e^{-}\ \ ->\ Mn_{(s)}}}}                                   | −1,19                            |
| Water                 | Waterstof           | {\displaystyle {\ce {2H2O_{(l)}\ +\ 2e^{-}\ ->\ H2_{(g)}\ +\ 2OH^{-}}}}                      | −0,83                            |
| Zink(+2)              | Zink(+0)            | {\displaystyle {\ce {Zn^{2+}\ +\ 2e^{-}\ \ ->\ Zn_{(s)}}}}                                   | −0,76                            |
| Chroom(+3)            | Chroom(+0)          | {\displaystyle {\ce {Cr^{3+}\ +\ 3e^{-}\ \ ->\ Cr_{(s)}}}}                                   | −0,74                            |
| Koolstof(+4)          | Koolstof(+3)        | {\displaystyle {\ce {2CO2_{(g)}\ +\ 2H^{+}\ 2e^{-}\ ->\ H2C2O4}}}                            | −0,49                            |
| Zwavel(+0)            | Zwavel(−2)          | {\displaystyle {\ce {S_{(s)}\ +\ 2e^{-}\ ->\ S^{2-}}}}                                       | −0,48                            |
| IJzer(+2)             | IJzer(+0)           | {\displaystyle {\ce {Fe^{2+}\ +\ 2e^{-}\ ->\ Fe_{(s)}}}}                                     | −0,41                            |
| Cadmium(+2)           | Cadmium(+0)         | {\displaystyle {\ce {Cd^{2+}\ +\ 2e^{-}\ ->\ Cd_{(s)}}}}                                     | −0,40                            |
| Kobalt(+2)            | Kobalt(+0)          | {\displaystyle {\ce {Co^{2+}\ +\ 2e^{-}\ ->\ Co_{(s)}}}}                                     | −0,28                            |
| Nikkel(+2)            | Nikkel(+0)          | {\displaystyle {\ce {Ni^{2+}\ +\ 2e^{-}\ ->\ Ni_{(s)}}}}                                     | −0,28                            |
| Tin(+2)               | Tin(+0)             | {\displaystyle {\ce {Sn^{2+}\ +\ 2e^{-}\ ->\ Sn_{(s)}}}}                                     | −0,14                            |
| Lood(+2)              | Lood(+0)            | {\displaystyle {\ce {Pb^{2+}\ +\ 2e^{-}\ ->\ Pb_{(s)}}}}                                     | −0,13                            |
| IJzer(+3)             | IJzer(+0)           | {\displaystyle {\ce {Fe^{3+}\ +\ 3e^{-}\ ->\ Fe_{(s)}}}}                                     | −0,04                            |
| Waterstof(+1)         | Waterstof(+0)       | {\displaystyle {\ce {2H^{+}\ +\ 2e^{-}\ ->\ H2_{(g)}}}}                                      | 0,000[4]                         |
| Zilver(+1)            | Zilver(+0)          | {\displaystyle {\ce {AgBr_{(s)}\ +\ e^{-}\ ->\ Ag{(s)}\ +\ Br^{-}}}}                         | 0,07133[5][6]                    |
| Tetrathionaat         | Thiosulfaat         | {\displaystyle {\ce {S4O6^{2-}\ + \ 2 e^{-}\ -> \ 2 S2O3^{2-}}}}                             | 0,08                             |
| Tin(+4)               | Tin(+2)             | {\displaystyle {\ce {Sn^{4+}\ +\ 2e^{-}\ ->\ Sn^{2+}}}}                                      | 0,15                             |
| Koper(+2)             | Koper(+1)           | {\displaystyle {\ce {Cu^{2+}\ +\ e^{-}\ ->\ Cu^{+}}}}                                        | 0,16                             |
| Chloor(+7)            | Chloor(+5)          | {\displaystyle {\ce {ClO4^{-}\ +\ H2O_{(l)}\ +\ 2e^{-}\ ->\ ClO3^{-}\ +\ 2OH^{-}}}}          | 0,17                             |
| Zilver(+1)            | Zilver(+0)          | {\displaystyle {\ce {AgCl_{(s)}\ +\ e^{-}\ ->\ Ag{(s)}\ +\ Cl^{-}}}}                         | 0,22233[6]                       |
| Chloor(+5)            | Chloor(+3)          | {\displaystyle {\ce {ClO3^{-}\ +2H2O\ +\ 2e^{-}\ ->\ ClO2^{-}\ +\ 2OH^{-}}}}                 | 0,295[7]                         |
| Co-enzym Q10          | Co-enzym Q10        | {\displaystyle {\ce {Q\ +\ 2H+\ +2e^{-}\ ->\ QH2}}}                                          | 0,30[8]                          |
| Koper(+2)             | Koper(+0)           | {\displaystyle {\ce {Cu^{2+}\ +\ 2e^{-}\ ->\ Cu_{(s)}}}}                                     | 0,34                             |
| Chloor(+5)            | Chloor(+3)          | {\displaystyle {\ce {ClO3^{-}\ +H2O\ +\ 2e^{-}\ ->\ ClO2^{-}\ +\ 2OH^{-}}}}                  | 0,35                             |
| Chloor(+7)            | Chloor(+5)          | {\displaystyle {\ce {ClO4^{-}\ +H2O\ +\ 2e^{-}\ ->\ ClO3^{-}\ +\ 2OH^{-}}}}                  | 0,374[7]                         |
| Chloor(+3)            | Chloor(−1)          | {\displaystyle {\ce {2ClO^{-}\ +2H2O\ +\ 2e^{-}\ ->\ Cl2\ +\ 4OH^{-}}}}                      | 0,421[7]                         |
| Chloor(+5)            | Chloor(+3)          | {\displaystyle {\ce {ClO3^{-}\ +2H2O\ +\ 4e^{-}\ ->\ ClO^{-}\ +\ 4OH^{-}}}}                  | 0,488[7]                         |
| Jood(+1)              | Jood(−1)            | {\displaystyle {\ce {IO^{-}\ H2O\ +\ 2e^{-}\ ->\ I^{-}\ +\ 2OH^{-}}}}                        | 0,49[9]                          |
| Koper(+1)             | Koper(+0)           | {\displaystyle {\ce {Cu^{+}\ +\ e^{-}\ ->\ Cu_{(s)}}}}                                       | 0,52                             |
| Jood(0)               | Jood(−1)            | {\displaystyle {\ce {I2 \ + \ 2 e^{-}\ -> \ 2 I^{-}}}}                                       | 0,54                             |
| Chloor(+3)            | Chloor(+1)          | {\displaystyle {\ce {ClO2^{-}\ +\ H2O_{(l)}\ +\ 2e^{-}\ ->\ ClO^{-}\ +\ 2OH^{-}}}}           | 0,59                             |
| IJzer(+3) Ferrocenium | IJzer(+2) Ferroceen | {\displaystyle {\ce {Fe(C5H5)2^{+}\ +\ e^{-}\ ->\ Fe(C5H5)2}}}                               | 0,641[10]                        |
| ABTS(−1)              | ABTS(−2)            | {\displaystyle {\ce {ABTS^{-.}\ +\ e^{-}\ ->\ ABTS^{2-}}}}                                   | 0,67[11]                         |
| Chloor(+3)            | Chloor(+1)          | {\displaystyle {\ce {ClO2^{-}\ +H2O\ +\ 2e^{-}\ ->\ ClO^{-}\ +\ 2OH^{-}}}}                   | 0,681[7]                         |
| IJzer(+3)             | IJzer(+2)           | {\displaystyle {\ce {Fe^{3+}\ +\ e^{-}\ ->\ Fe^{2+}}}}                                       | 0,77                             |
| Kwik(+1)              | Kwik(+0)            | {\displaystyle {\ce {Hg2^{2+}\ + \ 2 e^{-}\ -> \ 2 Hg_{(l)}}}}                               | 0,80                             |
| Zilver(+1)            | Zilver(+0)          | {\displaystyle {\ce {Ag^{+}\ +\ e^{-}\ ->\ Ag_{(s)}}}}                                       | 0,80                             |
| Kwik(+2)              | Kwik(+1)            | {\displaystyle {\ce {Hg^{2+}\ +\ 2e^{-}\ ->\ Hg_{(l)}}}}                                     | 0,85                             |
| Chloor(+1)            | Chloor(−1)          | {\displaystyle {\ce {ClO^{-}\ +H2O\ +\ 2e^{-}\ ->\ Cl^{-}\ +\ 2OH^{-}}}}                     | 0,890[7]                         |
| Kwik(+2)              | Kwik(+1)            | {\displaystyle {\ce {2Hg^{2+}\ +\ 2e^{-}\ ->\ Hg2^{2+}}}}                                    | 0,90                             |
| Stikstof(+5)          | Stikstof(+2)        | {\displaystyle {\ce {NO3^{-}\ +\ 4H^{+}\ +\ 3e^{-}\ ->\ NO_{(g)}\ +\ 2H2O_{(l)}}}}           | 0,96                             |
| Broom(+0)             | Broom(−1)           | {\displaystyle {\ce {Br2_{(l)}\ + \ 2 e^{-}\ -> \ 2 Br^{-}}}}                                | 1,07                             |
| ABTS(+0)              | ABTS(−1)            | {\displaystyle {\ce {ABTS\ +\ e^{-}\ ->\ ABTS^{-.}}}}                                        | 1,08[11]                         |
| Chloor(+5)            | Chloor(+3)          | {\displaystyle {\ce {ClO3^{-}\ +2H^{+}\ +\ 2e^{-}\ ->\ HClO2\ +\ H2O}}}                      | 1,181[7]                         |
| Chloor(+7)            | Chloor(+5)          | {\displaystyle {\ce {ClO4^{-}\ +2H^{+}\ +\ 2e^{-}\ ->\ ClO3^{-}\ +\ H2O}}}                   | 1,201[7]                         |
| Zuurstof              | Zuurstof(−2)        | {\displaystyle {\ce {O2_{(g)}\ + \ 4 H^{+}\ + \ 4 e^{-}\ -> \ 2 H2O_{(l)}}}}                 | 1,23                             |
| Chroom(+6)            | Chroom(+3)          | {\displaystyle {\ce {Cr2O7^{2-}\ + 14 H^{+}\ + \ 6 e^{-}\ -> \ 2 Cr^{3+}\ + \ 7 H2O_{(l)}}}} | 1,23[12]                         |
| Chroom(+6)            | Chroom(+3)          | {\displaystyle {\ce {Cr2O7^{2-}\ + 14 H^{+}\ + \ 6 e^{-}\ -> \ 2 Cr^{3+}\ + \ 7 H2O_{(l)}}}} | 1,33[13]                         |
| Chloor(+7)            | Chloor(+0)          | {\displaystyle {\ce {2 ClO4^{-}\ + 16 H^{+}\ + \ 14 e^{-}\ -> \ 2 Cl2 \ + \ 8 H2O}}}         | 1,277[7]                         |
| Chloor(+0)            | Chloor(−1)          | {\displaystyle {\ce {Cl2_{(g)}\ + \ 2 e^{-}\ -> \ 2 Cl^{-}}}}                                | 1,358[7]                         |
| Cerium(+4)            | Cerium(+3)          | {\displaystyle {\ce {Ce^{4+}\ +\ e^{-}\ ->\ Ce^{3+}}}}                                       | 1,44                             |
| Chloor(+5)            | Chloor(−1)          | {\displaystyle {\ce {ClO3^{-}\ +6H^{+}\ +\ 6e^{-}\ ->\ Cl^{-}\ +\ 3H2O}}}                    | 1,459[7]                         |
| Chloor(+5)            | Chloor(+0)          | {\displaystyle {\ce {2 ClO3^{-}\ + 12 H^{+}\ + \ 10 e^{-}\ -> \ 2 Cl2 \ + \ 6 H2O}}}         | 1,468[7]                         |
| Chloor(+1)            | Chloor(−1)          | {\displaystyle {\ce {HClO\ +H^{+}\ +\ 2e^{-}\ ->\ Cl^{-}\ +\ H2O}}}                          | 1,484[7]                         |
| Mangaan(+7)           | Mangaan(+2)         | {\displaystyle {\ce {MnO4^{-}\ +\ 8H^{+}\ +5e^{-}\ ->\ Mn^{2+}\ 4HJ2O_{(l)}}}}               | 1,49                             |
| Chloor(+1)            | Chloor(+0)          | {\displaystyle {\ce {2HClO2\ +8H^{+}\ +\ 6e^{-}\ ->\ Cl2\ +\ 4H2O}}}                         | 1,630[7]                         |
| Chloor(+3)            | Chloor(+0)          | {\displaystyle {\ce {2HClO\ +2H^{+}\ +\ 2e^{-}\ ->\ Cl2\ +\ 2H2O}}}                          | 1,659[7]                         |
| Chloor(+3)            | Chloor(+1)          | {\displaystyle {\ce {HClO2\ +2H^{+}\ +\ 2e^{-}\ ->\ HClO\ +\ H2O}}}                          | 1,701[7]                         |
| Zuurstof(−1)          | Zuurstof(−2)        | {\displaystyle {\ce {H2O2 \ + \ 2 H^{+}\ + \ 2 e^{-}\ -> \ 2 H2O_{(l)}}}}                    | 1,78                             |
| Kobalt(+3)            | Kobalt(+2)          | {\displaystyle {\ce {Co^{3+}\ +\ e^{-}\ ->\ Co^{2+}}}}                                       | 1,82                             |
| Peroxodisulfaat       | sulfaat             | {\displaystyle {\ce {S2O8^{2-}\ + 2 e^{-}\ -> \ 2 SO4^{2-}}}}                                | 2,01                             |
| Zuurstof(+0), ozon    | Zuurstof(−2)        | {\displaystyle {\ce {O3_{(g)}\ +\ 2H^{+}\ +\ 2e^{-}\ ->\ O2_{(g)}\ +\ H2O_{(l)}}}}           | 2,08                             |
| Fluor(0)              | Fluor(−1)           | {\displaystyle {\ce {F2_{(g)}\ + \ 2 e^{-}\ -> \ 2 F^{-}}}}                                  | 2,87                             |